# Pascal Lainé
Pascal Lainé (n. 10 mai 1942, Anet, Centre-Val de Loire, Franța – d. 30 decembrie 2024, Ivry-sur-Seine, Île-de-France, Franța) a fost un academician, romancier și scriitor francez. A câștigat atât Premiul Médicis (în 1971 pentru l'Irrévolution), cât și Premiul Goncourt (în 1974 pentru La Dentellière). Pascal Lainé a publicat peste 20 de romane și a scris pentru televiziune, teatru și film.

## Biografie
S-a născut în Anet, Eure-et-Loir. În timp ce se recupera după bolile copilăriei, Lainé i-a descoperit pe romancierii Alexandre Dumas și Victor Hugo, aspirând la genul lor de scrieri voluminoase, dar în școală s-a concentrat pe filosofie și istorie, devenind un student avid al lui Immanuel Kant, Maurice Merleau-Ponty și Martin Heidegger. De asemenea, a fost atras de marxism (atât din convingere, cât și din dorința de a-și enerva părinții) și a ales rusa ca a doua limbă străină, ceea ce i-a permis să îi citească pe Anton Cehov și Feodor Dostoievski în original.
Lainé a studiat filosofia la École normale supérieure de Saint-Cloud și și-a început cariera de profesor mai întâi la Lycée technique de Saint-Quentin și apoi la Lycée Louis-le-Grand din Paris. În 1974 a devenit profesor la Institutul universitar de tehnologie din Villetaneuse. A fost administrator la Société des auteurs et compositeurs dramatiques (SACD).
Citindu-l pe Rimbaud, a descoperit „focul de artificii” al poeziei, iar citindu-l pe Mallarmé a descoperit plăcerea de a descifra un text și de a-i studia structura. De asemenea, Witold Gombrowicz îl fascina: „Am simțit cu acest glumeț, acest Rabelais aristocratic, o înrudire instantanee. El m-a învățat că un scriitor renunță la patria sa și este întotdeauna un străin oriunde s-ar afla”.
Lainé a murit la Paris pe 30 decembrie 2024, la vârsta de 82 de ani.